# Cordylomera basilewskyi
Cordylomera basilewskyi är en skalbaggsart som beskrevs av Fuchs 1971. Cordylomera basilewskyi ingår i släktet Cordylomera och familjen långhorningar. Inga underarter finns listade i Catalogue of Life.